# 李華魯
李華魯（1511年—？），字季榮，河南開封府祥符縣人，民籍，明朝政治人物。

## 生平
嘉靖七年（1528年）戊子科河南鄉試第十五名舉人。嘉靖二十三年（1544年）中式甲辰科會試第八十一名，登第三甲第一百八十六名進士。授直隶束鹿县知县，修筑舊城垣，嘉靖三十二年癸丑（1553年），滹沱河漲水，賴城堅以免水患。二十五年調浙江海盐县知县，擢升主事。

## 家族
曾祖李璘；祖父李巍，壽官；父李潤，學正。母傅氏。具庆下。弟观鲁、在鲁、變鲁、興鲁。